# Атламахальсинго-дель-Монте (муниципалитет)
Атламахальсинго-дель-Монте (исп. Atlamajalcingo del Monte) — муниципалитет в Мексике, штат Герреро, с административным центром в одноимённом городе. Численность населения, по данным переписи 2010 года, составила 5706 человек.

## Общие сведения
Название Atlamajalcingo с языка науатль можно перевести как: место двух рек и del Monte с испанского — у горы.
Площадь муниципалитета равна 147 км², что составляет 0,23 % от площади штата. Он граничит с другими муниципалитетами Герреро: на севере с Хальпатлауаком, на востоке и юге с Метлатоноком, на западе с Малинальтепеком, и на северо-западе с Копанатояком.

## Учреждение и состав
Муниципалитет был образован во второй половине XIX века, в его состав входят 18 населённых пунктов, самые крупные из которых:
| Код INEGI | Населённый пункт                                                                    | Численность населения (2005 год) | Численность населения (2010 год) |
| 009       | Всего                                                                               | 5143                             | 5706                             |
| 0012      | Силакайотитлан (исп. Zilacayotitlán)                                                | 942                              | 1079                             |
| 0001      | Атламахальсинго-дель-Монте (исп. Atlamajalcingo del Monte) (административный центр) | 830                              | 940                              |
| 0011      | Тепекокатлан (исп. Tepecocatlán)                                                    | 572                              | 572                              |
| 0006      | Уэуэтепек (исп. Huehuetepec)                                                        | 590                              | 539                              |
| 0010      | Санта-Крус (исп. Santa Cruz)                                                        | 445                              | 510                              |
| 0008      | Эль-Росарио (исп. El Rosario)                                                       | 372                              | 327                              |
| 0009      | Сан-Исидро-Лабрадор (исп. San Isidro Labrador)                                      | 336                              | 326                              |

## Экономическая деятельность
По статистическим данным 2000 года, работоспособное население занято по секторам экономики в следующих пропорциях: сельское хозяйство, скотоводство и рыбная ловля — 51,3 %, промышленность и строительство — 18,1 %, сфера обслуживания и туризма — 28,4 %.

## Инфраструктура
По статистическим данным 2010 года, инфраструктура развита следующим образом:
- электрификация: 90,8 %;
- водоснабжение: 78,6 %;
- водоотведение: 22,9 %.

## Туризм
Основной достопримечательностью являются памятник Висенто Герреро, построенный в 1823 году в административном центре.